# Остмарка

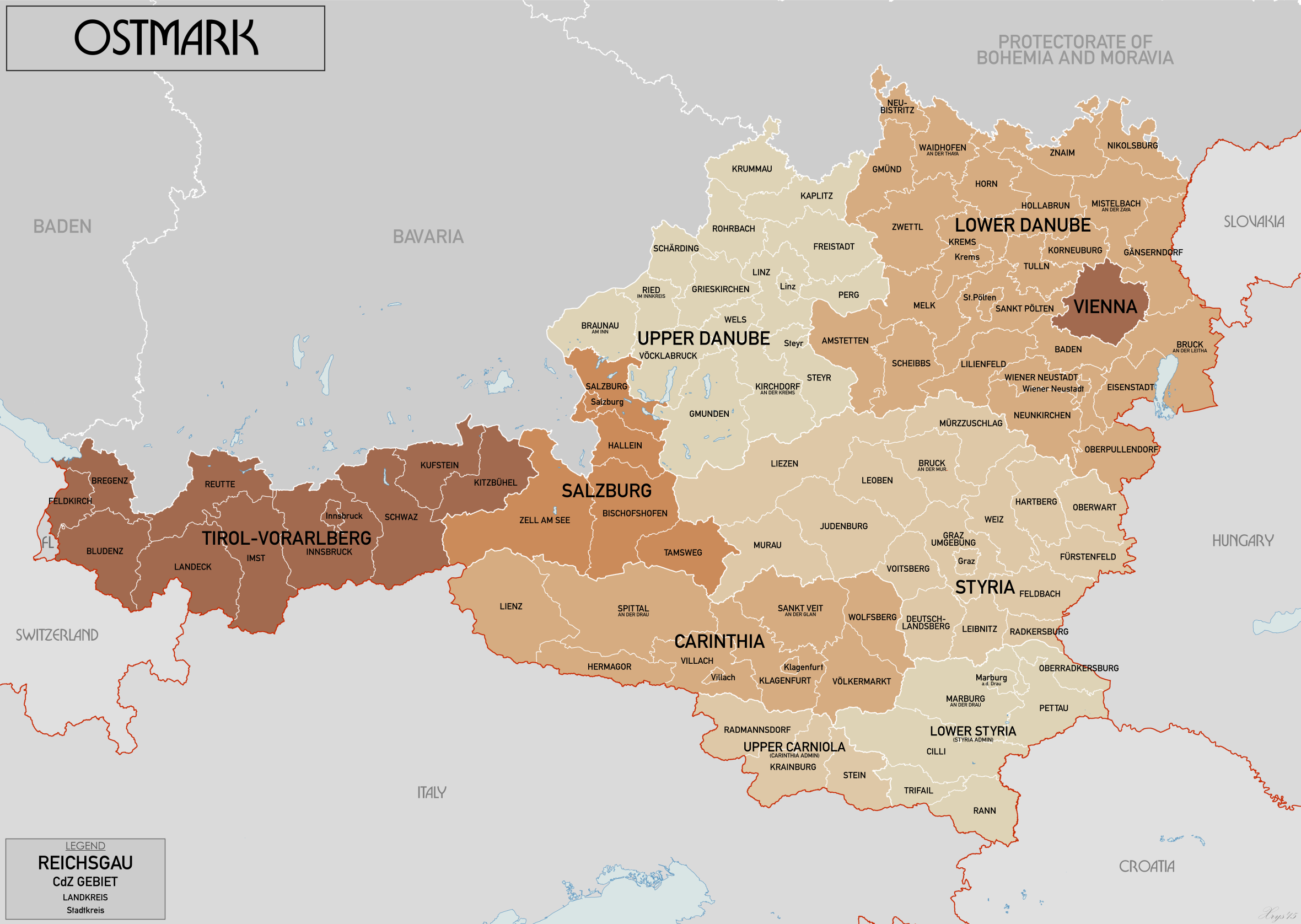
Остмарка в 1941 р.

Остма́рка (нім. Ostmark, (нім. вимова: [ˈɔstmaʁk] ( прослухати), «східна марка») — назва, що використовувалася нацистською пропагандою з 1938 по 1942 рік на позначення колишньої незалежної Федеративної держави Австрія після анексії нацистською Німеччиною. Від аншлюсу до 1939 року офіційною назвою була «земля Австрія» (нім. Land Österreich), а після 1942 року територія Австрії називалася «Альпійські та дунайські райхсгау» (нім. Alpen- und Donau-Reichsgaue), або «Дунайські та альпійські райхсгау» (нім. Donau- und Alpenreichsgaue).

## Історія
13 березня 1938 уродженець Австрії Адольф Гітлер здійснив приєднання (аншлюс) своєї батьківщини до Німеччини у статусі землі (земля Австрія), а 14 жовтня 1938 нацистська влада перейменувала приєднану територію на честь історичної держави Східна марка (Остмарка, нім. Ostmark «східна марка»). Зміна мала на меті назвати Австрію новою «східною маркою» (тобто порубіжжям) Райху. Витіснення назви «Австрія» (нім. Österreich «східне царство») мало також послабити національну самосвідомість австрійців на користь єдиної німецької нації. 
У серпні 1938 року газета «Донау-Цайтунг» з гордістю називала Пассау «колискою нової Остмарки».
Законом від 1 жовтня 1938 року, що набрав чинності 15 жовтня, на території Австрії проведено адміністративно-територіальну реформу, яка принесла такі територіальні зміни:
- Східний Тіроль перейшов до складу землі Каринтія.
- Землю Бургенланд розформували й передали Південний Бургенланд Штирії, а Північний — Нижній Австрії.
- До Верхньої Австрії перейшли громади Бад-Аусзее (Штирія) і Бегамберг (Нижня Австрія).
- Відень розширено за рахунок приєднання прилеглих районів Нижньої Австрії.
- комуни Юнггольц (Тіроль) і Міттельберг (Форарльберг) приєднано до Баварії.

Після того, як територія австрійської столиці розширилася за рахунок колишніх прикордонних комун Нижньої Австрії, Відень став найбільшим за площею і другим після Великого Берліна за чисельністю містом Німецького Райху.
Згідно з Законом про структуру управління в Остмарці від 14 квітня 1939 року, колишні землі Австрії були реорганізовані в сім «райхсгау», кожне з яких очолював урядовець, який поєднував посаду рейхсштатгальтера (губернатора) і гауляйтера (регіонального партійного керівника):
1. Райхсгау Відень (на території Великого Відня), центр — Відень.
2. Райхсгау Каринтія (на території землі Каринтія), центр — Клагенфурт.
3. Райхсгау Нижній Дунай (на території землі Нижня Австрія з приєднанням південноморавських територій навколо Зноймо (Deutsch-Südmähren), анексованих разом із Судетською областю за Мюнхенською угодою 1938 року, а також братиславські райони Петржалка (Engerau) і Девін (Theben)), центр — Кремс-на-Дунаї.
4. Райхсгау Верхній Дунай (на території землі Верхня Австрія з приєднанням південнобогемських територій навколо Чеського Крумлова, анексованих разом із Судетською областю за Мюнхенською угодою 1938 року), центр — Лінц.
5. Райхсгау Зальцбург (на території землі Зальцбург), центр — Зальцбург.
6. Райхсгау Штирія (на території землі Штирія), центр — Грац.
7. Райхсгау Тіроль-Форарльберг (на території земель Тіроль і Форарльберг), центр — Інсбрук.

1941 року після розчленування Югославії на частині колишньої Дравської бановини утворено області цивільного управління Каринтія і Крайна та Нижня Штирія. Того ж року область цивільного управління Каринтія і Крайна ввійшла до райхсгау Каринтія, а область цивільного управління Нижня Штирія — до райхсгау Штирія.
Після Другої світової війни в ході союзницької окупації відновлено згідно з Московською декларацією 1943 року австрійську державу в її кордонах до 1938 року.